# Каскад (енергетика)
Каскад — декілька гідроелектростанцій, розташованих одна після іншої на одній річці.
Каскад має наступні переваги в порівнянні з однією великою гідроелектростанцією тієї ж потужності на тій же річці:
- кілька послідовних гребель затоплює територію, істотно меншу, ніж одна гігантська гребля;
- одна гігантська гребля, що витримує натиск дуже великої маси води, вимагає значних витрат;
- каскад покращує можливості зміни потужностей ГЕС, наприклад, в разі паводків.

Найбільшим за потужністю в Росії є Ангарський каскад, сумарною діючої потужністю 9 017,4 МВт, середньорічним виробленням 48,4 млрд кВт·год або 4,8 % від загального споживання в країні. Після завершення Богучанської ГЕС в 2012 році встановлена потужність каскаду досягне 12 017,4 МВт, а середньорічне вироблення — 66 млрд кВт·год.

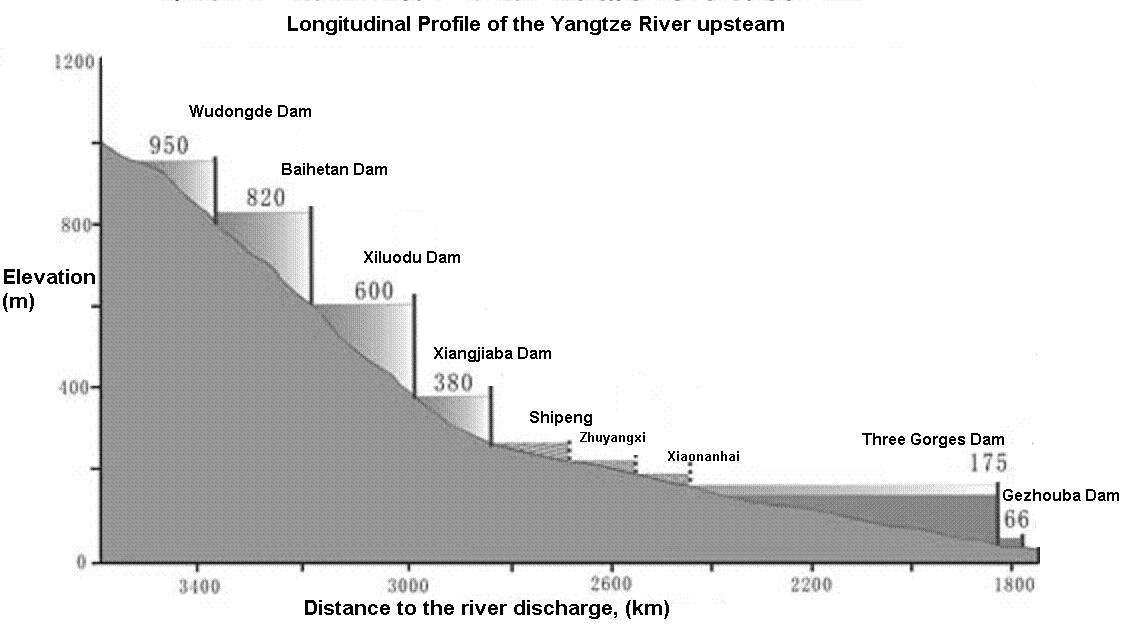
Профіль річки Янцзи із зазначенням відстані від її гирла і висоти над рівнем моря. Розташування та параметри ГЕС каскаду.

Найбільшим у світі за потужністю проектованим каскадом є Каскад ГЕС на Янцзи — загальною потужністю понад 64 ГВт, включає в себе ГЕС Три ущелини.

## Пострадянські каскади
Найбільші каскади в пострадянських країнах:

### Вірменія
- Севано-Разданський каскад

### Казахстан
- Алматинський каскад[ru]
- Леніногорський каскад ГЕС[ru]

### Грузія
- Самгорський каскад[ru]

### Україна
- Дніпровський каскад ГЕС
- Дністровський каскад ГЕС

### Таджикистан
- Варзобський каскад ГЕС[ru]

### Узбекистан
- Чирчик-Бозсуйський каскад ГЕС[ru]

### Російська Федерація
- Кемський каскад
- Ковдинський каскад ГЕС[ru]
- Ангарський каскад ГЕС
- Волзько-Камський каскад ГЕС
- Вахшський каскад ГЕС
- Пазський каскад ГЕС[ru]
- Сєрєбрянський каскад ГЕС[ru]
- Туломський каскад ГЕС[ru]
- Териберський каскад ГЕС[ru]
- Вуоксинський каскад ГЕС[ru]
- Сулацький каскад ГЕС
- Білоріченський каскад ГЕС[ru]
- Свирський каскад ГЕС[ru]
- Єнісейський каскад ГЕС
- Терський каскад ГЕС[ru]
- Кубанський каскад ГЕС
- Колимський каскад ГЕС
- Вілюйський каскад ГЕС
- Вітімський каскад ГЕС[ru]